# Marià Vinyas i Vinyas
Marià Vinyas Vinyas (Sant Feliu de Guíxols, 1877-1958) va ésser un industrial i músic concertista.

## Biografia
Fill de Pau Vinyas Vilar i d'Angelina Vinyas Borrell, la seva família pertanyia a l'alta burgesia guixolenca.
Ja de ben jove, en Mariano, com era conegut en el seu entorn, mostrà una habilitat innata per la música i va començar a rebre lliçons de solfeig del professor Esteve Garreta Roig, pare del conegut compositor guixolenc Juli Garreta i Arboix.
Es va desplaçar a viure a Barcelona, on estudià Dret, carrera que va abandonar pocs anys després. Va freqüentar els cercles culturals i musicals de la Ciutat Comtal i va conrear una bona amistat amb Lluís Millet, un dels fundadors de l'Orfeó Català.

## Carrera musical
Va formar part de l'Associació de Música de Can Pey on també hi participaven altres músics locals guixolencs, com Juli Garreta i Jaume Rovira entre d'altres, en llargues trobades musicals al saló de casa del senyor Rovira, als voltants de Sant Amanç.
Va actuar diverses vegades davant d'un expectant públic al Centre Social de l'Associació Catalana Autonomista aíxí com a la Societat Cultural Athenea de Girona, on va tenir l'oportunitat d'acompanyar al baríton gironí Joan Roquet i on, posteriorment, va actuar conjuntament amb el també guixolenc Josep Girona.
L'actuació que va tenir més ressonància al llarg de la seva carrera musical va ésser la que va tenir lloc a Perpinyà el 14 de juliol de 1920, amb motiu de la recaptació de diners destinats a erigir un monument “In memoriam” als voluntaris catalans morts durant la Primera Guerra Mundial.
Marià Vinyas morí a Sant Feliu de Guíxols el 1958 a l'edat de vuitanta-un anys.